# Kratkorepi zovoj
Kratkorepi zovoj (lat. Puffinus assimilis) je vrsta morske ptice iz porodice zovoja.
Duga je 25-30 cm, s rasponom krila 58-67 cm. 
Hrani se ribama i mekušcima, a rjeđe rakovima. Gnijezdi se u kolonijama na oceanskim otocima, većinom sezona parenja započinje ljeti. Opasnost im stvaraju ogromni galebovi. Jako je druželjubiva ptica. Često se viđa u velikim kolonijama, najčešće za vrijeme seobe ptica u jesen.

## Vanjske poveznice
|  | Zajednički poslužitelj ima još gradiva o temi Puffinus assimilis |
|  | Wikivrste imaju podatke o taksonu Puffinus assimilis             |